# Spinisternum insularis
Spinisternum insularis är en insektsart som beskrevs av Willemse, C. 1942. Spinisternum insularis ingår i släktet Spinisternum och familjen vårtbitare. Inga underarter finns listade i Catalogue of Life.